# Washington-Liberty High School
La Washington-Liberty High School è una scuola superiore pubblica nel distretto di Arlington Public Schools ad Arlington, in Virginia, che copre i gradi 9-12. La sua area di frequenza serve il terzo centrale di Arlington e offre anche il programma di baccalaureato internazionale in tutta la contea.

## Storia
Il vecchio nome della Washington-Liberty High School, Washington-Lee High School è stato preso dalla Washington and Lee University la "e" è stata omessa e sostituita con un trattino per distinguere il suo nome da quello dell'università.
La costruzione di Washington-Liberty iniziò nel 1924, con l'apertura della scuola nel 1925 e la laurea nella sua prima classe nel 1927. Lo studio di architettura Upman & Adams ha progettato l'edificio in una versione semplificata dello stile Colonial Revival. La scuola si affacciava sulla 13th St. N, che separava la scuola dal suo campo di atletica, alla fine dedicato come War Memorial Stadium della contea di Arlington. Nel 1932, 41 aule, nuovi uffici e un'altra palestra furono aggiunti all'edificio originale. Una nuova ala e una grande biblioteca con finestre palladiane e due sale di lettura furono costruite nel 1942 con fondi WPA. Anche il poligono di tiro è stato costruito nell'area del negozio. Nel 1951, il noto architetto Rhees Burkett progettò un'aggiunta che si affacciava su N. Quincy Street in stile internazionale. Insieme alla nuova Stratford Junior High School, ha contribuito a inaugurare un'ondata di architettura commerciale e scolastica contemporanea che ha definito gran parte di Arlington fino al 1980.
Nel 1960, alcuni studenti del secondo anno e ragazzi furono inviati a formare il nucleo dell'allora New Yorktown High School, per alleviare il sovraffollamento derivante dalla generazione del baby boom che raggiunse l'età della scuola superiore.
Nel 1975, il consiglio scolastico prese la controversa decisione di demolire le sezioni originali della scuola e costruire una nuova struttura con un ambiente didattico open space. La nuova scuola aprì nel 1977 e un nuovo auditorium fu costruito pochi anni dopo. Nel 1984, con l'introduzione di una nuova politica di "campus chiuso" per i sottoproletari, fu costruita una caffetteria nei comuni della scuola.
A partire dal 2006, la scuola ha subito una completa ricostruzione; Nessuno degli edifici più vecchi rimane. Il teatro e le aule vicine sono stati demoliti per consentire la costruzione del nuovo edificio scolastico, inaugurato nel gennaio 2008. Un orientamento assiale al War Memorial Stadium e alle aree di parcheggio primarie è la caratteristica distintiva della nuova scuola. Una piscina regolamentare NCAA a dieci corsie in vasca corta (con corsie opzionali da 25 metri), palestra e altre strutture sportive al coperto e un auditorium da 800 posti aperto al pubblico nel luglio 2009. La demolizione dell'edificio del 1951 e la costruzione di campi sportivi ausiliari e paesaggistica aggiuntiva sono state completate nel dicembre 2009. La ristrutturazione è costata alla contea di Arlington quasi $ 100 milioni e lo ha reso uno dei progetti di costruzione di scuole superiori più costosi negli Stati Uniti.

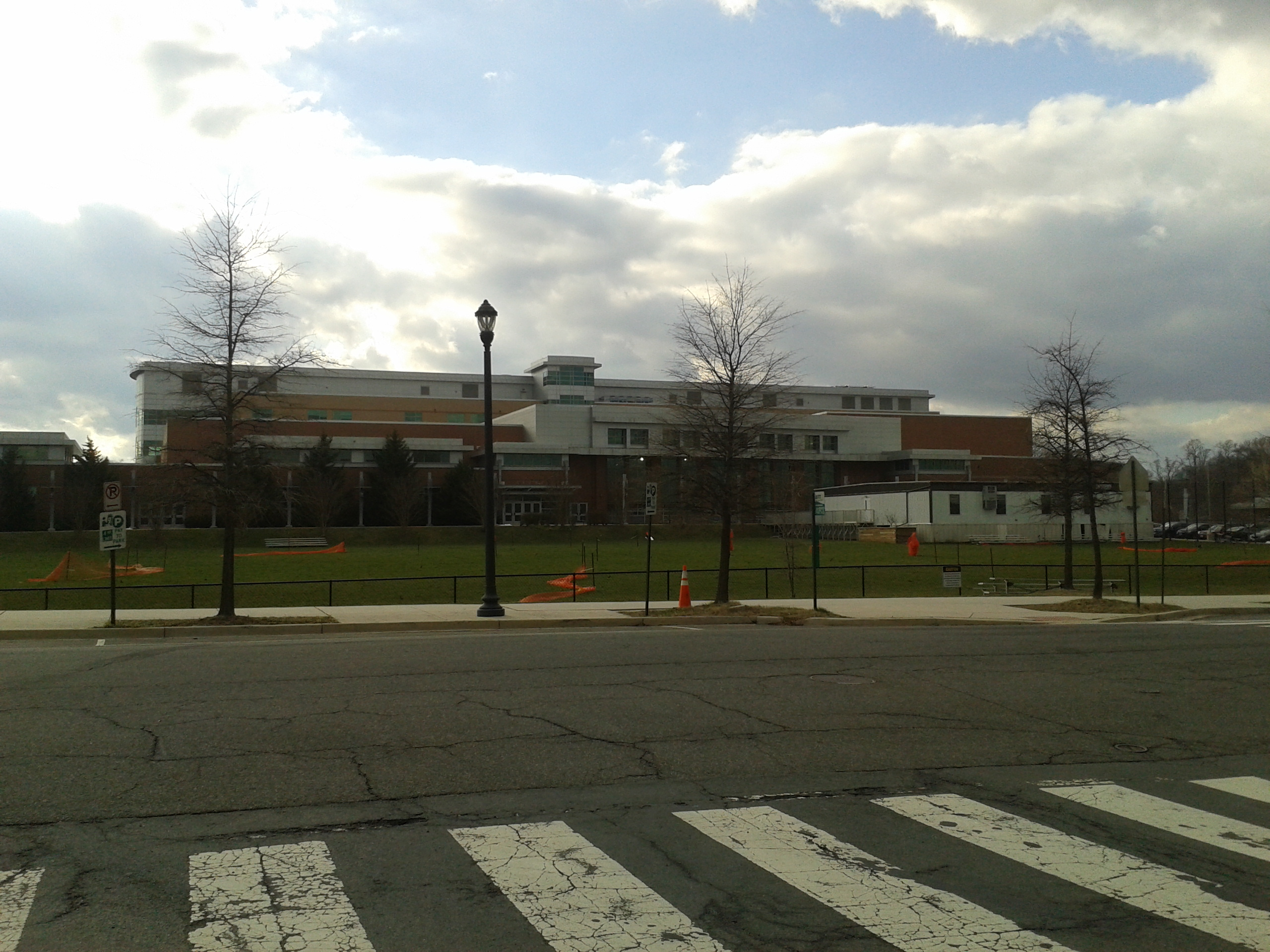
Vista del liceo dall'altra parte di Quincy Street (2017)

Sulla scia del mortale raduno di suprematisti bianchi dell'agosto 2017 a Charlottesville, in Virginia, che protestava contro la rimozione di una statua di Robert Edward Lee, il consiglio scolastico della contea di Arlington ha votato all'unanimità nel giugno 2018 per rinominare la Washington-Lee High School per rimuovere il nome di Lee, scatenando una discussione comunitaria sull'opportunità di farlo. Ciò includeva dibattiti sul processo in cui il consiglio scolastico ha adottato per cambiare il nome della scuola. Nei mesi precedenti al cambio di nome, un comitato nominato considerò diverse opzioni prima di restringerle a "Washington-Loving High School", in onore del caso giudiziario Loving v. Virginia, e "Washington-Liberty High School". Il 10 gennaio 2019, il consiglio scolastico ha votato all'unanimità per quest'ultimo nome. Il cambio di nome è entrato in vigore con l'anno scolastico 2019-2020.
Nel 2018 l'Arlington School Board ha votato per integrare l'ex edificio dell'Arlington Education Center nel campus di Washington-Liberty. L'edificio è stato completamente ristrutturato al costo di 38 milioni di dollari e aperto per l'anno scolastico 2022-2023. L'edificio è stato ribattezzato Washington-Liberty Annex building e funziona come una parte regolare della scuola, contenente aule, uffici amministrativi e di consulenza, aree relax per studenti e una sala pesi.

## Campus
Il nuovo edificio di quattro piani incornicia l'estremità settentrionale del War Memorial Stadium, facendo riferimento all'orientamento dell'edificio originale a tre piani del 1924. Una terrazza a gradini conduce al campo dai comuni studenteschi della scuola e dalle aree per mangiare all'aperto. Il corridoio principale della scuola al piano terra è il punto focale per gli spazi più pubblici, che includono il centro di arti dello spettacolo, i comuni studenteschi, la sala conferenze degli ex studenti, il cyber café e la suite di giornalismo. Si estende sulla distanza tra i beni comuni e un ingresso principale con accesso a una struttura di parcheggio a più piani e corsie per gli autobus. Un ingresso pubblico si trova su N Stafford St, e un ingresso pubblico separato serve la piscina.
La massa compatta del nuovo edificio ha permesso la costruzione di ulteriori campi di atletica su un terreno precedentemente occupato dall'ex scuola. L'orientamento della nuova scuola all'interno dello spazio aperto circostante e le abbondanti connessioni pedonali attraverso il sito che collegano i quartieri aderiscono alle linee guida di progettazione urbana della contea di Arlington, che seguono i principi di pianificazione della "crescita intelligente". Il nuovo edificio è stato certificato LEED gold dal sistema di valutazione US Green Building Council (USGBC), la seconda scuola superiore in Virginia a raggiungere tale punto di riferimento.
Sul lato est dell'edificio vicino alla piscina coperta ma non direttamente collegato all'edificio principale si trova il cosiddetto Annex Building che è diventato parte del campus Washington-Liberties nel 2022 dopo tre anni di lavori di ristrutturazione. 

## Accademici
Nel 1985, Washington-Liberty è stata nominata National School of Excellence dal Dipartimento dell'Istruzione degli Stati Uniti. Nel 2007, la rivista Newsweek ha classificato Washington-Liberty al 33º posto tra le migliori scuole superiori della nazione.

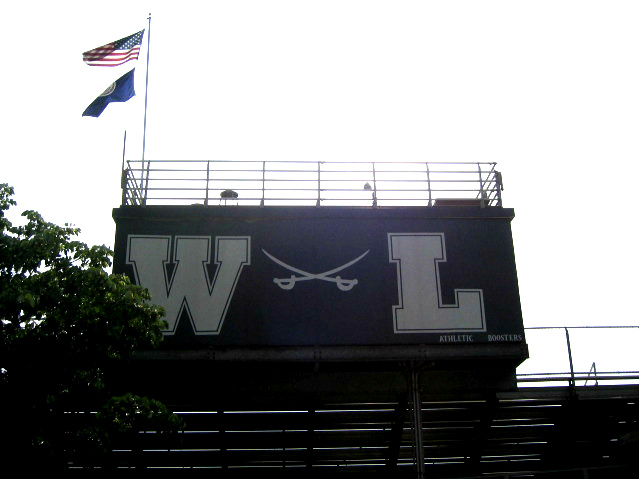
Logo delle sciabole incrociate sopra le gradinate a Washington-Liberty (2011)

Washington-Liberty è l'unica scuola di Arlington che offre sia l'Advanced Placement Program che l'International Baccalaureate Program. La stragrande maggioranza dei suoi studenti approfitta di questi corsi avanzati o programmi di diploma.

## Belle arti
La scuola offre corsi di belle arti e facoltativi. All'interno del dipartimento di musica, gli elettivi includono le bande musicali e sinfoniche, i madrigali, il corale femminile, il coro, l'orchestra, la teoria musicale e la chitarra. Nel 2007, il dipartimento di musica ha ricevuto il Blue Ribbon Award, il più alto riconoscimento assegnato dalla Virginia Music Educators Association. La scuola è stata anche una scuola del nastro blu per il 2010-11.

## Demografia
La ripartizione per genere dei 2.549 studenti iscritti nel 2021-2022 è stata:
- Uomini – 49,5%
- Donne – 50,5%

La ripartizione etnica di quegli stessi 2.549 studenti era:
- Nativi americani / Nativi dell'Alaska - 0,12%
- Asiatici – 8,7%
- Nero – 7,3%
- Ispanici – 31,7%
- Nativo hawaiano / Isolani del Pacifico - 0%
- Bianco – 45,5%
- Multirazziale – 6,8%

Il numero di studenti che avevano diritto al pranzo gratuito o a prezzo ridotto nel 2021-2022 era del 24,8%. 

## Punteggi dei test
Washington-Liberty High School è pienamente accreditato con la Southern Association of Colleges and Schools. Il punteggio medio SAT di W-L nel 2016 è stato di 1703 (575 in Reading; 576 in Math; 552 in Writing).
A partire dal 2011, la Washington-Liberty High School ha raggiunto o superato il tasso medio di passaggio della Virginia per la maggior parte delle categorie di esami Virginia Standards of Learning.

## Alunni illustri
- Eric G. Adelberger, fisico e vincitore del Breakthrough Prize in Fundamental Physics 2021, 1956
- Warren Beatty, attore e regista premio Oscar, 1955
- Brian Blados, giocatore NFL per nove anni, scelta al primo giro del draft e Pro Bowler per i Cincinnati Bengals, 1980
- Sandra Bullock, attrice premio Oscar, 1982
- George Lee Butler, comandante in capo, USSC, 1957
- Betty Jane Diener, Segretario al Commercio della Virginia (1982–1986), 1958
- Nancy Dussault, attrice e cantante e ballerina di Broadway, co-conduttrice di Good Morning America della ABC, 1953
- John T. "Til" Hazel, avvocato, sviluppatore, 1954
- John Hummer, ex giocatore NBA, imprenditore
- Concha Jerez, artista spagnolo, 1959
- Tony Johnson, Squadre olimpiche, canottaggio. Capo allenatore, Yale, e Georgetown University Crews, 1958
- Clay Kirby, ex lanciatore della Major League Baseball, 1966
- Shirley MacLaine, attrice premio Oscar, 1952
- George McQuinn, prima base MLB per 12 anni, 1928
- Lucas Mendes, calciatore, 2016
- Brittany O'Grady, attrice, 2013
- Pat Priest, attrice in The Munsters, 1954
- Gail Renshaw, Miss Mondo USA 1969, 1965
- Robert Richardson, fisico premio Nobel, 1955
- Jake Scott, due volte campione del Super Bowl con i Miami Dolphins: Super Bowl VII e VIII, 1963
- Eric Sievers, giocatore NFL per 10 anni, 1981–90, 1976
- Scott Sowers, attore, 1982
- Carl Tanner, tenore lirico, 1980
- Forrest Tucker, attore, 1938
- Ron Weber, ex annunciatore radiofonico per i Washington Capitals della NHL
- Stan Winston, regista, supervisore agli effetti visivi, 1964